# Різня (село)
Рі́зня — село в Україні, у Малинській міській територіальній громаді Коростенського району Житомирської області. Населення становить 279 осіб (2001). Розміщується на правому березі однойменної річки.

## Історія
У 1923—54 — адміністративний центр Різнянської сільської ради Малинського району:173.

## Населення

### Мова
Розподіл населення за рідною мовою за даними перепису 2001 року:
| Мова       | Кількість | Відсоток |
| ---------- | --------- | -------- |
| українська | 275       | 98.56%   |
| російська  | 2         | 0.72%    |
| румунська  | 2         | 0.72%    |
| Усього     | 279       | 100%     |

## Назва
Назва села має слов'янське походження. За однією з версій вона походить від давньої битви, січі, різанини, яка відбулась у цій місцевості. Біля витоків річки Різня, неподалік сіл Лісове, Омелянівка та Репище знаходиться однойменне урочище. За іншою версією село отримало назву за однойменною річкою, що на свєму шляху немов прорізає навколишні піщані осипи.

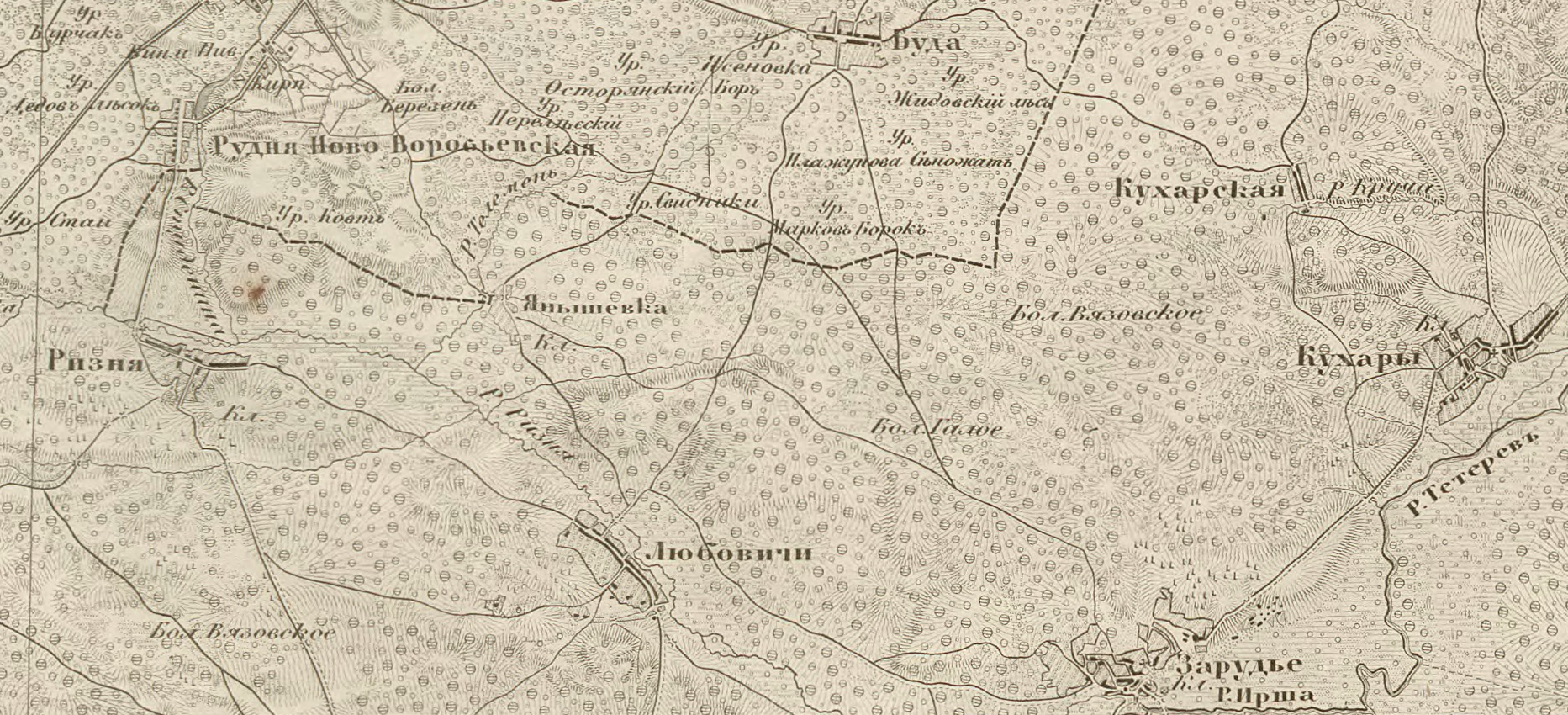
Різня на російській військово-топографічній мапі Київської губернії, 1868 рік